# Formy organizacyjno-prawne w Szwecji
Formy prawne przedsiębiorstw w Szwecji
- aktiebolag (AB) – spółka z ograniczoną odpowiedzialnością i spółka akcyjna
- handelsbolag (HB) – spółka jawna
- kommanditbolag (KB) – spółka komandytowa
- enkelt bolag – spółka cywilna
- enskild firma – przedsiębiorstwo prywatne osoby fizycznej
- ekonomisk förening (ek. för.) – stowarzyszenie gospodarcze
- kooperativ – spółdzielnia
- stiftelse – fundacja
- europabolag (SE) – spółka europejska
- filial – oddział firmy zagranicznej

## Aktiebolag
Szwedzkie spółki handlowe (Aktiebolag; AB – oficjalny skrót stosowany w obrocie handlowym) zdecydowanie różnią się od pozostałych spółek z ograniczoną odpowiedzialnością i akcyjnych – tzw. spółek kontynentalnych. Ustawodawstwo szwedzkie w tym względzie wzoruje się na systemie anglosaskim, który nie przewiduje podziału na spółki z ograniczoną odpowiedzialnością oraz spółki akcyjne.
Występują dwie odmiany Aktiebolag: prywatna i publiczna. Prywatna bliższa jest polskiej spółce z ograniczoną odpowiedzialnością, publiczna – polskiej spółce akcyjnej. Minimalny kapitał zakładowy tej pierwszej wynosi 50 000 SEK, a publicznej 500 000 SEK. Spółki te rejestruje się w szwedzkim Urzędzie Patentów i Rejestracji.

## Ekonomisk Förening
Szwedzkie stowarzyszenie gospodarcze (ek. för. – oficjalny skrót stosowany w obrocie gospodarczym). W Szwecji występują również dwie pododmiany stowarzyszeń gospodarczych:
- bostadsrättsförening – stowarzyszenie gospodarcze właścicieli nieruchomości
- hyresrättsförening – stowarzyszenie gospodarcze lokatorów.